# Makarowce (obwód grodzieński)
Makarowce (biał. Макараўцы, Makaraucy, ros. Макаровцы, Makarowcy) – agromiasteczko na Białorusi, w obwodzie grodzieńskim, w rejonie brzostowickim, centrum administracyjne sielsowietu makarowieckiego. Położone jest na północnym brzegu rzeki Usnarki, 38 km na południe od Grodna, 3 km od granicy polsko-białoruskiej, w oficjalnej strefie przygranicznej Białorusi.
Siedziba rzymskokatolickiej parafii Podwyższenia Krzyża Świętego w Makarowcach.

## Historia
Wieś szlachecka położona była w końcu XVIII wieku  w powiecie grodzieńskim województwa trockiego. 	
W czasach zaborów wieś w granicach Imperium Rosyjskiego, w guberni grodzieńskiej, w powiecie grodzieńskim, w gminie Krynki. W 1902 roku miała powierzchnię 255 dziesięcin (ok. 278,6 ha).
Dobra Astapkowszczyzna należące do Rudolfa Montowicza, obejmujące 148 dziesięcin w dzisiejszym selsowiecie makarowskim, padły łupem konfiskat na Litwie i Rusi po r. 1863.
Od 1919 r. w granicach II Rzeczypospolitej. 7 czerwca 1919 roku, wraz z całym powiatem grodzieńskim, weszła w skład okręgu wileńskiego Zarządu Cywilnego Ziem Wschodnich – tymczasowej polskiej struktury administracyjnej. Latem 1920 roku zajęta przez bolszewików, następnie odzyskana przez Polskę. 20 grudnia 1920 roku włączona wraz z powiatem do okręgu nowogródzkiego. Od 19 lutego 1921 roku w województwie białostockim, w powiecie grodzieńskim, w gminie Krynki. W 1921 r. było w niej 78 domów mieszkalnych.
W wyniku napaści ZSRR na Polskę we wrześniu 1939 r. miejscowość znalazła się pod okupacją sowiecką. 2 listopada została włączona do Białoruskiej SRR. 4 grudnia 1939 r. włączona do nowo utworzonego obwodu białostockiego. Od czerwca 1941 roku pod okupacją niemiecką. 22 lipca 1941 r. włączona w skład okręgu białostockiego III Rzeszy. W 1944 roku ponownie zajęta przez wojska sowieckie i włączona do obwodu grodzieńskiego Białoruskiej SRR. Od 1991 r. w składzie niepodległej Białorusi.

## Zabytki
W miejscowości znajduje się drewniany kościół katolicki pw. Podwyższenia Krzyża Świętego, zbudowany w latach 1793–1795. Obok stoi murowana dzwonnica z 1841 r. i utrzymane w tym samym stylu brama i ogrodzenie z XIX w. Zachowały się też dziewiętnastowieczne zabudowania dawnego dworu, m.in. skrzydło, chłodnia i budynek gospodarczy.

## Demografia
Według spisu powszechnego z 1921 roku, wieś zamieszkana była przez 392 osoby, w tym 380 Polaków, jednego Niemca i 11 osób innych narodowości. Prawosławie wyznawało 9 mieszkańców, pozostali byli katolikami.